# Mammelomys
Mammelomys ist eine Nagetiergattung aus der Gruppe der Altweltmäuse (Murinae). Die Gattung umfasst zwei Arten. Bis vor kurzem wurden die Tiere in die Gattung Melomys eingeordnet, mit der sie aber nicht sehr nahe verwandt sind.
Der wissenschaftliche Gattungsname ist aus dem griechischen Wort mys (Maus) und einem Vorsatz für Zitze (Mamma) gebildet. Er bezieht sich auf die Weibchen mit zwei Zitzen.
Es sind relativ große, rattenähnliche Tiere. Die Kopfrumpflänge beträgt rund 15 bis 19 Zentimeter, der Schwanz misst 11 bis 15 Zentimeter und das Gewicht beträgt 100 bis 125 Gramm. Ihr Fell ist gräulich, die Unterseite ist heller, der Schwanz ist mit Schuppen bedeckt. 
Diese Tiere leben auf Neuguinea. Ihr Lebensraum sind Wälder bis in 1500 Meter Seehöhe. Sie leben vermutlich einzelgängerisch und bewohnen Erdbaue, ansonsten ist über ihre Lebensweise kaum etwas bekannt. Die Weibchen haben nur ein Paar Zitzen, die Wurfgröße ist klein.
Es gibt zwei Arten:
- Mammelomys lanosus lebt im mittleren Neuguinea.
- Mammelomys rattoides ist im nördlichen Neuguinea verbreitet.

Beide Arten sind nach Angaben der IUCN nicht gefährdet. Systematisch ist die Gattung Teil der Pogonomys-Gruppe, einer vorwiegend auf Neuguinea beheimateten Radiation der Altweltmäuse.